# علی الوردی
علی الوردی (به عربی: علي حسين محسن الوردي) زاده ۲۴ اکتبر ۱۹۱۳ - درگذشته ۱۳ ژوئیهٔ ۱۹۹۵ استاد دانشگاه، مورخ و جامعه‌شناس عراقی بود. او به میانه‌گرایی شناخته می‌شد و از پیشگامان دیدگاه سکولاریسم در عراق به‌شمار می‌رفت.

## زندگی‌نامه
علی الوردی در محله کاظمین بغداد زاده شد. وی در سال ۱۹۲۴ (میلادی) یادگیری را رها نمود تا در عطاری کار کند. او به دلیل خواندن کتاب و مجله، مشتریان را به حال خود رها می‌نمود به همین دلیل از کار اخراج شد. پس از مدتی فروشگاه کوچکی برای خود راه اندازی کرد و در سال ۱۹۳۱ (میلادی) در کلاس ششم دبستان در مدرسه شبانه ثبت نام نمود. این، آغاز زندگی تازه او بود. پس از پایان آموزش، به آموزگاری روی آورد. در سال ۱۹۳۲ (میلادی) لباس سنتی خود را کنار گذاشت و کت شلوار پوشید. پس از پایان دبیرستان، به دلیل دریافت رده سوم کشوری، بورس تحصیلی در دانشگاه آمریکایی بیروت را دریافت نمود. وی پس از دریافت کارشناسی در آن دانشگاه، با بدست آوردن بورسیه‌ای دیگر به دانشگاه تگزاس در آستین تگزاس ایالات متحده آمریکا رفت و در سال ۱۹۴۸ (میلادی) در مقطع کارشناسی ارشد و در سال ۱۹۵۰ (میلادی) در مقطع دکترا دانش‌آموخته شد.
او در اواخر دهه ۱۹۷۰ (میلادی) مشغول نگاشتن زندگی‌نامه خویش شد.

## سالنمای تحصیلی
- سال ۱۹۲۴ ترک تحصیل نمود.
- سال ۱۹۳۱ از مقطع ششم دبستان به ادامه تحصیل پرداخت.
- سال ۱۹۴۶ از دانشگاه آمریکایی بیروت در مقطع کارشناسی دانش‌آموخته شد.
- سال ۱۹۴۸ از دانشگاه تگزاس در آستین در مقطع کارشناسی ارشد دانش‌آموخته شد.
- سال ۱۹۵۰ از دانشگاه تگزاس در آستین در مقطع دکترا دانش‌آموخته شد.[۳]

رئیس دانشگاه تگزاس هنگام دادن مدرک دکترا به او گفت: دکتر وردی، در آینده شما نفر اول جامعه‌شناسی جهان خواهید شد.

## مناصب
- سال ۱۹۴۳ به عنوان آموزگار در مدرسه ابتدایی مرکزی بغداد آغاز به کار کرد.
- سال ۱۹۵۰ به عنوان استاد جامعه‌شناسی در دانشگاه بغداد آغاز به کار کرد.
- سال ۱۹۷۰ بنا به درخواست خود، از دانشگاه بغداد بازنشسته و لقب «استاد دانا» به او اهداء شد.

## تاثیرپذیران
نویسندگانی چون سلامة موسی، عبدالرزاق محیی‌الدین کتاب‌هایی دربارهٔ او نوشتند. صدها مقاله در روزنامه‌ها و مجله‌های و بیشماری پایان‌نامه در مقاطع کارشناسی ارشد و دکترا دربارهٔ او نگاشته شد.

## تأثیر ابن خلدون بر جامعه‌شناسی علی الوردی
علی الوردی در نگاه جامعه‌شناسی تحت تأثیر ابن خلدون قرار گرفت و این نگاه برپایه عینیت مشکلات فراوانی برای او به وجود آورد. زیرا او نه از مارکسیسم پیروی کرد و نه باورهای نژادی را پذیرفت. این روش او مخالفت پیروان این مرام‌ها را برانگیخت. ملی‌گرایان عراقی پیش از آنکه او کتاب نخست خود را شخصیت انسان عراقی نام نهاد، او را به ملی‌گرایی متهم کردند. زیرا باور آنان بر این بود که شخصیت انسان‌های عرب در همه کشورهای عربی همانند است. کمونیست‌های عراق نیز به دلیل عدم پیروی از روش مادیشان در پژوهش‌های خود، از او انتقاد کردند. دیدگاه او دربارهٔ منطق ارسطویی و بیان دیدگاه منطق علم عمران ابن خلدون از دیدگاه‌های پُرچالش علی الوردی بوده‌است.
وی علاوه بر تأثیرپذیری از ابن خلدون، تحت تأثیر نگاه موضوعی و روش عقلانی در مطالعات اجتماعی و روانشناختی رفتارهای بشری جاحظ قرار گرفت.

## واکاوی ساختار جامعه جدید عراق
بررسی‌های الوردی دربارهٔ شخصیت انسان عراقی، مهم‌ترین پژوهش‌های صورت گرفته در نوع خود به‌شمار می‌روند و می‌توانند به مانند الگویی در پژوهش دیگر جاهای خاورمیانه به کار روند. الوردی شخصیت انسان عراقی را به مانند یک شخصیت دو وجهی، پژوهش می‌کند که همزمان ارزش‌ها و اعتقادات بادیه‌نشینان و شهرنشینی را داراست. موقعیت جغرافیایی عراق، به دلیل وجود رودخانه‌ها و دیگر منابع آبی، امکان به وجود آمدن شهر را دارد. همچنین نزدیکی آن به بیابان عربستان، عراق را به مقصد مناسبی برای مهاجرت‌های گسترده صحرانشینان مبدل ساخته که آخرین نمونه این مهاجرت‌ها به حدود ۲۵۰ سال پیش بر می‌گردد. الوردی، عراق را به مانند کوره ریخته‌گری توصیف می‌کند که برای ذوب صحرانشینان مهاجر و درآمیختن آنان با ساکنان عراق که در شهرنشینی و پیشرفت از مهاجرین پیشی گرفته‌اند، به کار رفته‌است. این موضوع باعث پیدایش نسلی با دو ارزش متفاوت صحرانشینی و شهرنشینی می‌شود که از سویی به مهمان‌نوازی و فراوانی جمعیت می‌بالد. در حالی که زندگی در شهر او را به پذیرفتن راه و روش شهرنشینی ناچار می‌سازد.
علی الوردی بیشتر جاهای عراق را به جز مناطق کردنشین مورد پژوهش قرار داد که بنا به اعترافش در کتاب مطالعه‌ای در ساختار جامعه عراق ناشی از عدم آشنایی او به زبان کردی بود.